# Donald Trumbull
Donald „Don“ Edmund Trumbull (* 27. Mai 1909 in Chicago, Illinois; † 7. Juni 2004 in Graeagle, Kalifornien) war ein US-amerikanischer Filmtechniker und Spezialeffekt-Künstler.

## Leben
Der 1909 in Chicago geborene Trumbull arbeitete 1939 am Filmmusical Der Zauberer von Oz als Special Effects Rigger unter anderem an den Szenen mit den fliegenden Affen. Während des Zweiten Weltkriegs war er in der Luftfahrtbranche als Ingenieur tätig. In dieser Zeit reichte er 19 Patente ein. Er blieb bis 1970 in der Luftfahrt beschäftigt.
Danach holte ihn sein Sohn Douglas Trumbull zur Entwicklung von Filmtechnik wie Kamera-Armen für dessen Regiedebüt Lautlos im Weltraum zurück in die Filmbranche. 1976 begann Trumbull für Industrial Light & Magic zu arbeiten und war unter anderem an der Entwicklung und dem Bau von beweglichen Kamera-Systemen und Spezialausrüstung für George Lucas’ Krieg der Sterne beteiligt. Später wurde Trumbull Partner und Chefingenieur des von John Dykstra gegründeten Spezialeffektunternehmens Apogee, Inc.
Für seine Arbeit in der Filmbranche wurde Trumbull 1985 mit dem Oscar für technische Verdienste und 1999 mit dem Oscar für Wissenschaft und Entwicklung ausgezeichnet.
Trumbull war 50 Jahre bis zu deren Tod 2003 mit seiner Frau Carroll Roy Trumbull verheiratet. Er starb am 7. Juni 2004 im Alter von 95 Jahren. Neben seinem Sohn Douglas hinterließ er vier Töchter, 18 Enkel und 10 Urenkel.

## Filmografie
- 1939: Der Zauberer von Oz (The Wizard of Oz)
- 1972: Lautlos im Weltraum (Silent Running)
- 1977: Krieg der Sterne (Star Wars)
- 1977: Unheimliche Begegnung der dritten Art (Close Encounters of the Third Kind)
- 1978: Kampfstern Galactica (Battlestar Galactica)
- 1979: Star Trek: Der Film (Star Trek: The Motion Picture)
- 1982: Firefox
- 1985: Lifeforce – Die tödliche Bedrohung (Lifeforce)
- 1987: Mel Brooks’ Spaceballs (Spaceballs)
- 1991: Rock a Doodle (Rock-a-Doodle)

## Auszeichnungen und Nominierungen
- 1985: Academy Technical Achievement Award – „For the design and development of the „Blue Max“ high-power, blue-flux projector for traveling matte composite photography“, mit Jonathan Erland, Stephen C. Fog und Paul Burke (alle Apogee, Inc.)
- 1991: Medal of Commendation – „To Don Trumbull in appreciation for outstanding service and dedication in upholding the high standards of the Academy of Motion Picture Arts and Sciences.“
- 1999: Academy Scientific & Engineering Award – „For advancing the state-of-the-art of real-time motion-control, as exemplified in the Gazelle and Zebra camera dolly systems“, mit Michael Sørensen und Richard Alexander